# Melchiorre Cafà
Melchiorre Cafà (1636–1667), urodzony Marcello Gafà, znany również jako Caffà, Gafa, Gaffar lub Gafar – maltański rzeźbiarz okresu baroku. Cafà rozpoczął obiecującą karierę w Rzymie, ale została ona przerwana przez jego przedwczesną śmierć w wyniku wypadku przy pracy. Był starszym bratem architekta Lorenzo Gafà.

## Biografia

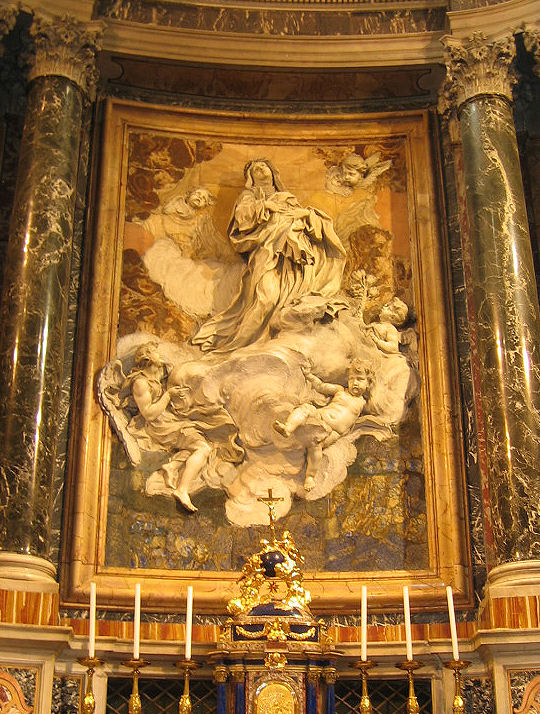
Ekstaza św. Katarzyny

Cafà urodził się w Birgu na Malcie i podczas chrztu 21 stycznia 1636 otrzymał imię Marcello, po swoim zmarłym jako niemowlę dwa lata wcześniej bracie. Jednak nazywany był Melchior lub Melchiorre. Był dziewiątym z dziesięciorga dzieci szewca Marco Gafà i jego żony Veroniki née Spiteri.

Niewiele wiadomo o jego pierwszych doświadczeniach z rzeźbiarstwem, ani wczesnych pracach. Pośrednio można zakładać, że miał powiązania z pracownią rzeźbiarską rodziny Casanova, również z okolicy Birgu. Jest udokumentowana jego, jako młodego nastolatka w 1652 i 1653 praca na Sycylii z braćmi Casanova przy wykonywaniu kamiennych rzeźb dla katedry w Syrakuzach. W rachunkach za pracę wymieniany jest jako „Marcello Gaffar”.
Po wyjeździe do Rzymu w 1658 lub wkrótce potem, jego nazwisko zostało „zitalianizowane” na Cafa lub Caffa. Był najczęściej nazywany Melchior (lub Melchiorre) Maltańczyk (MELCHIOR CAFA MELITENSIS).
Cafà, kiedy przybył do Rzymu, był już znakomitym rzeźbiarzem i rozpoczął pracę w pracowni Ercole Ferraty, który nie był ściśle mówiąc jego nauczycielem, chociaż prawdopodobnie pomógł mu udoskonalić technikę. Pomimo szybkiego pozyskiwania własnych zleceń, pozostawał w bliskim kontakcie z Ferratą i współpracował z nim.
W 1660 Cafà podpisał swój pierwszy niezależny kontrakt z księciem Camillo Pamphili na płaskorzeźbę Męczeństwo św. Eustachego w kościele Sant'Agnese in Agone. W 1664 wspomniany był jego pierwszy uczeń, rzeźbiarz z Sycylii Pietro Papaleo (1642–1718). W 1662 został członkiem Accademia di San Luca, a w 1667 został nawet wybrany jej dyrektorem, ale odmówił przyjęcia tego zaszczytu. Od stycznia do maja 1666 Cafà przebywał na rodzinnej Malcie, pracując nad kilkoma projektami dla katedry św. Jana w Valletcie.
Cafà zmarł 4 września 1667 po tym, jak jakiś materiał spadł na niego w odlewni św. Piotra, gdy pracował nad dekoracją ołtarza konkatedry św. Jana w Valletcie. Pochowany został w kościele San Biagio della Pagnotta przy Via Giulia w Rzymie.
W jego rodzinnym mieście Birgu na Malcie nie ma pomnika ani tablicy ku jego pamięci. Jednak poczta Malty wydała kilka znaczków z rzeźbami Cafà jako motywami.

## Dzieła

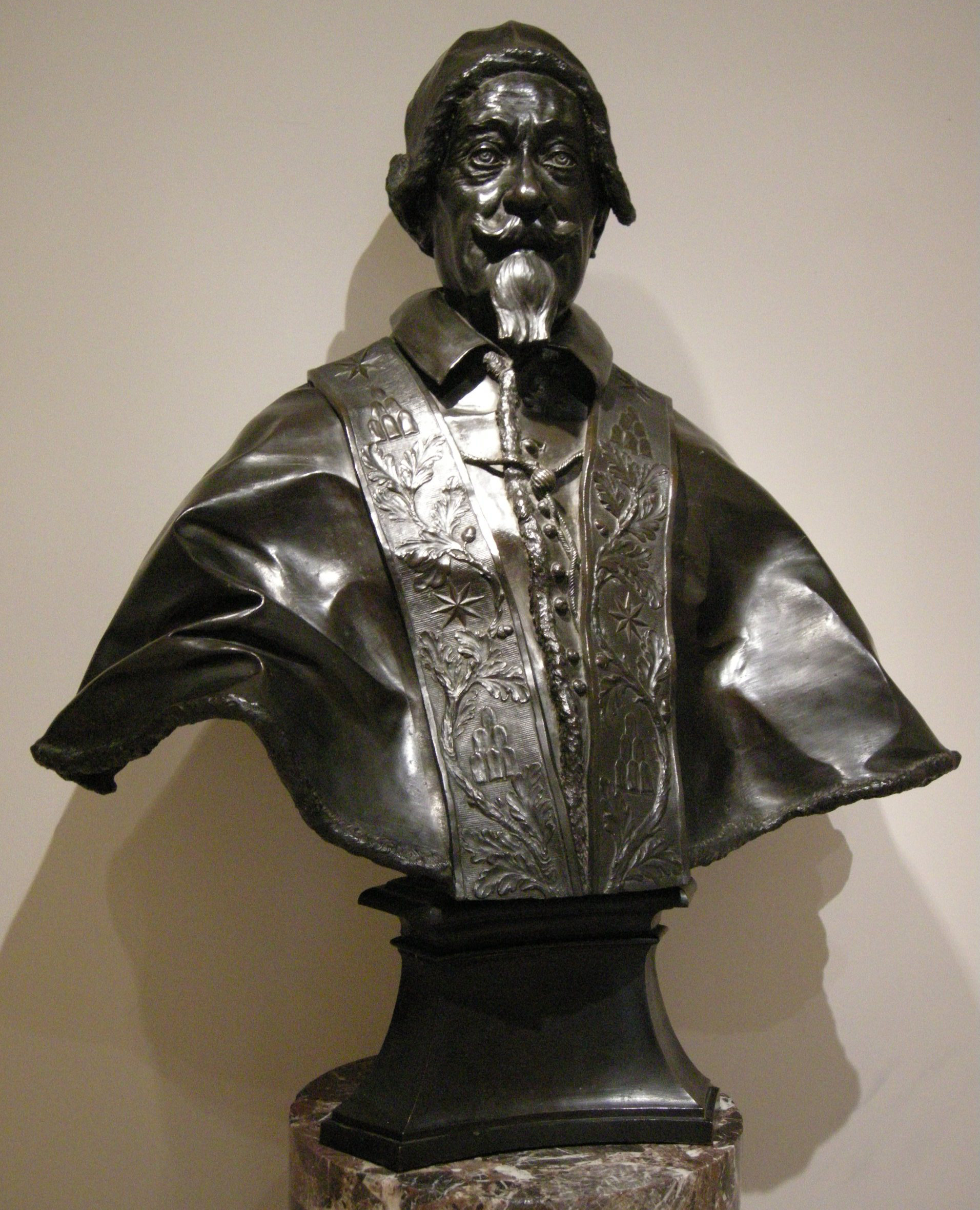
Popiersie papieża Aleksandra VII

Niezwykle zajęty przez całe swoje krótkie życie, zdołał sam ukończyć tylko kilka dużych zleceń:
- Drewniana figura św. Pawła w kolegiacie św. Pawła Rozbitka, Valletta (ok. 1659)[4]
- Drewniana figura Matki Bożej Różańcowej w kościele Dominikanów, Rabat (Malta) (1660–61)[3][4]
- Marmurowy posąg umierającej św. Róży z Limy (podpisany i datowany 1665) w bazylice de Santo Domingo, Lima, Peru. Był w 1668 roku centralnym punktem ceremonii beatyfikacji przyszłej świętej w rzymskiej bazylice Santa Maria sopra Minerva i wysłany do Peru zaraz po tym wydarzeniu. Rzeźba, chociaż ma pewne formalne analogie z dziełem Berniniego Ekstaza świętej Teresy i prawdopodobnie wpłynęła z kolei na Śmierć bł. Ludwiki Albertoni, statua Cafà przedstawia spokojną śmierć, wolną od zamętu obecnego w obu dziełach Berniniego[10][7].
- Płaskorzeźba z białego marmuru przedstawiająca Ekstazę świętej Katarzyny ze Sieny w kościele Santa Caterina a Magnanapoli(inne języki) w Rzymie. Zakrzywione tło polichromii sugeruje formowanie się chmur i aureolę, potęgując myśl, że święta jest niesiona do nieba[10][8]. Nie są znane daty pracy Cafà, ale ogólnie przyjmuje się, że skończył ją sam, tj. w 1667 lub wcześniej. Woskowe bozzetto do tej pracy zostało odkryte przez Edgara Vellę w 1995 i znajduje się obecnie w prywatnej kolekcji na Malcie[11]
- Popiersie papieża Aleksandra VII znajduje się w wyjątkowo pięknej wersji z terakoty w Palazzo Chigi w Ariccii, a podpisany brąz (datowany na 1667) znajduje się w nowojorskim Metropolitan Museum of Art, i kolejny brąz w katedrze w Sienie[12].

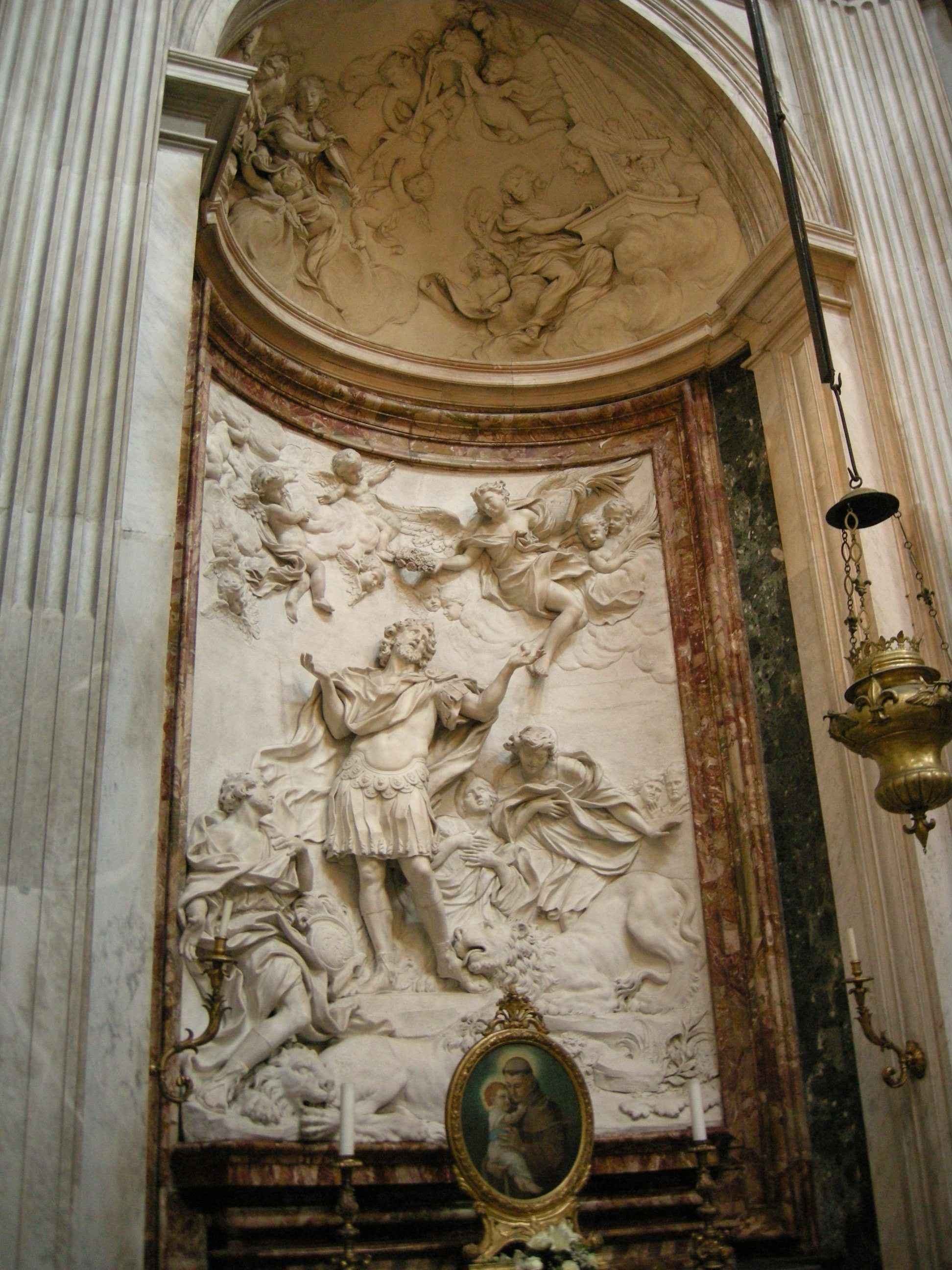
Męczeństwo św. Eustachego

Wiele terakot Cafà znajduje się w Ermitażu w Sankt Petersburgu, MUŻA w Valletcie, Museo di Palazzo Venezia w Rzymie, Muzeum Fogga na Uniwersytecie Harvarda w Massachusetts, USA i Muzeum Rzymu. Istnieją różne płaskorzeźby i rzeźby woskowe Cafà na Malcie: MUŻA w Valletcie ma szkice męczenników i modele posągów na kolumnadzie na placu Świętego Potra w Rzymie. Niedawno odkryto cztery płaskorzeźby w katedrze w Mdinie przedstawiające Boże Narodzenie, Adorację pasterzy, Zwiastowanie i Chwałę św. Róży z Limy.
Większość niedokończonych prac wykonał Ercole Ferrata, m.in.:
- „Męczeństwo św. Eustachego” w kościele Sant'Agnese in Agone, Rzym (1660–69)[9]. Terakota Cafà znajduje się w Museo di Palazzo Venezia w Rzymie. W 2014 roku Vella opublikował swoje odkrycie woskowego bozzetto autorstwa Cafà dla tej marmurowej płaskorzeźby[11]
- Święty Tomasz z Villanuevy rozdający jałmużnę w bazylice Sant'Agostino, Rzym (1663–69)[5][14][9]. Terakota Cafà znajduje się w MUŻA w Valletcie.
- Marmurowy posąg papieża Aleksandra III w katedrze w Sienie (od 1665/66)[12][15].
- Marmurowy posąg św. Pawła w grocie św. Pawła, Rabat (Malta) (1666–69)[8].